# Lucile Messageot
Lucile Messageot, dite aussi Lucile Franque, née le 13 septembre 1780 à Lons-le-Saunier et morte le 23 mai 1803 (3 prairial an XI), est une artiste peintre et femme de lettres française.

## Biographie
Marguerite Françoise Lucie Messageot naît le 13 septembre 1780 à Lons-le-Saunier. Elle est la fille de Jean Joseph Messageot, officier de cavalerie, et de Marie François Clerc. Sa sœur Fanny sera romancière.  
Elle est l'élève de Pierre-Narcisse Guérin à Paris.
Elle expose pour la première fois en 1799. Son portrait de Stéphanie de Bourbon-Conti est jugé politiquement subversif et retiré de l'exposition. Pour sa seconde participation en 1802, elle fait parvenir un sujet tiré des poésies d’Ossian, Gaul et Evirchoma. Le choix de ce sujet issu des poèmes d’Ossian s’explique par l'appartenance de l’artiste au groupe des Méditateurs de l’Antique.

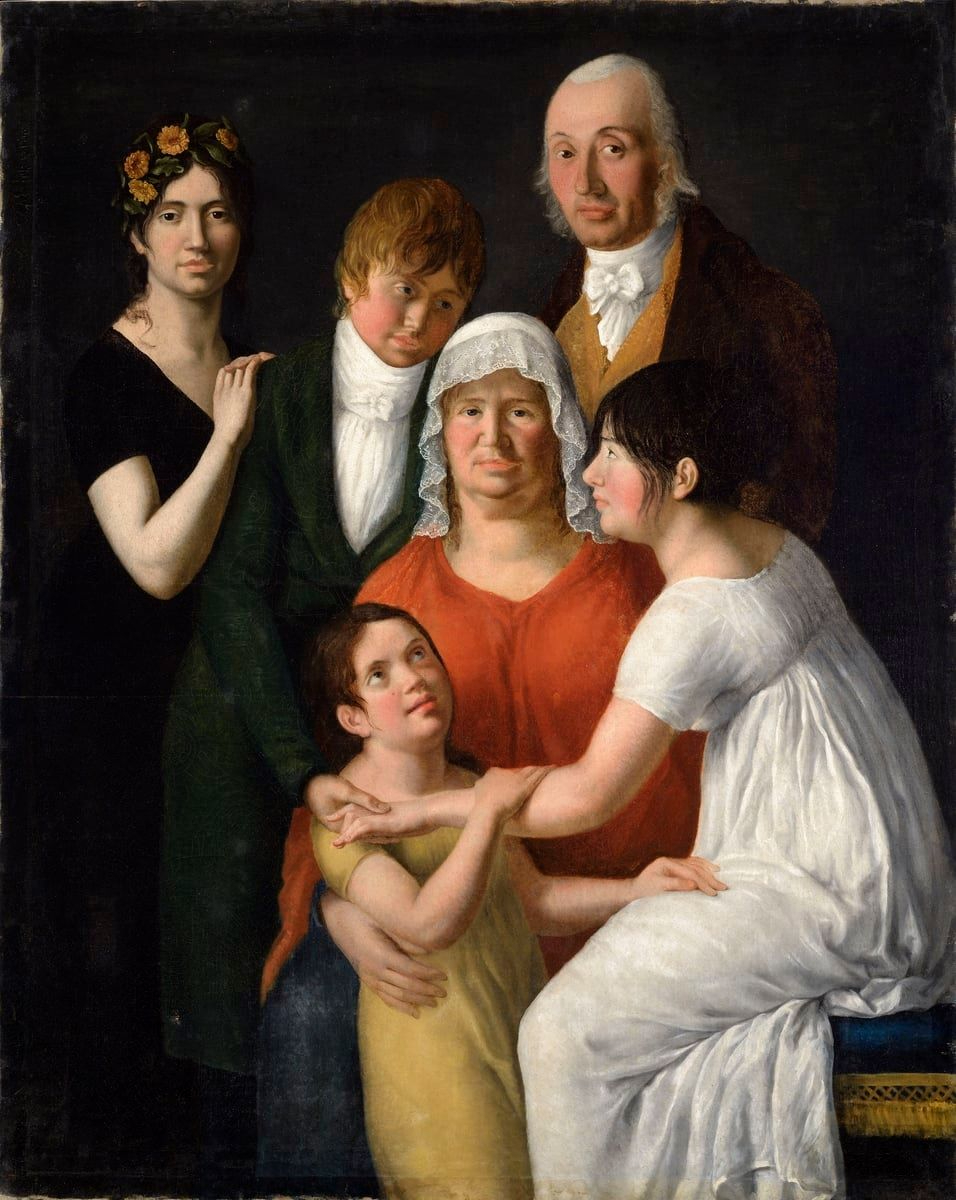
La Famille Messageot Charve, vers 1799, seule œuvre de Lucile Messageot conservée dans une collection publique (musée des Beaux-Arts de Lyon)

Constitué dans l’atelier de David par Maurice Quay et Antoine Périé, ce groupe prône une étude de la plus grande primitivité au sein de laquelle se trouvent Ossian, La Bible et Homère. Lorsqu’en 1798-1799 , Quay, Périé, Joseph Boniface Franque et son frère Jean-Pierre sont exclus de l’atelier, ils s’installent en compagnie de Lucile sur la colline de Chaillot. Des personnalités importantes de la République des Lettres, dont Chateaubriand, leur rendent visite. Lucile est devenue la muse du groupe.
Elle se marie à Quintigny le 10 janvier 1802 avec Jean-Pierre Franque, dont elle a eu une fille en 1799, Isis-Mélanie-Chrisotémie-Laodamie. Lucile Messageot meurt l'année suivante des suites de la tuberculose.
Sa demi-sœur Désirée Charve a épousé le romancier et écrivain Charles Nodier qui a connu et adulé Lucile Messageot à Paris et dont il dira en 1803 dans Le peintre de Salzbourg qu'elle est « le Michel-Ange de la poésie et l’Ossian de la peinture ».
Elle est l'auteur de fragments d'un Essai sur les harmonies de la mélancolie et des arts, et d'un poème, Tombeau d'Éléonore.